# Gustaf Cronhielm (ämbetsman)
Gustaf Cronhielm af Flosta, född 18 juli 1664 i Stockholm, död där 3 juni 1737, var en svensk greve, ämbetsman, kanslipresident och riksråd.

## Biografi

### Familj och tidiga år
Gustaf Cronhielm föddes i Stockholm som son till Polycarpus Cronhielm. Denne var född med namnet Krumbygel i Sachsen. Han kom till Sverige och erhöll då adelskap och friherrelig värdighet. Modern, Hebbla Standorph, kom från Danzig.
Han hade genom familjens ställning goda möjligheter för att utbilda sig. Åren 1677–1682 studerade han vid Uppsala universitet, fortsatte han studierna vid Riksarkivet och reste sedan till London, där han uppehöll sig i tre år, och därefter till Paris.
År 1686 utnämndes han till kammarjunkare vid hovet i Württemberg. Året därpå kallade kung Karl XI honom tillbaka och erbjöd honom först tjänst som hovjunkare och därefter som kronprins Karls kammarherre. Under några år var han kronprinsens lärare.

### Ämbetsman
År 1698 avled Cronhielms far, varefter han övertog dennes befattning som landshövding i Västmanlands län. Han började snart intressera sig för politiken och 1710 hade han gjort sig känd som riksdagsman och vice lantmarskalk. Han blev utnämnd till hovkansler, kungligt råd, kansliråd och ordförande i lagkommissionen samma år. Åren 1713–1714 var han Lunds universitets kansler och blev 1719 kansler vid Uppsala universitet. Efter att Karl XII avlidit blev Cronhielm president i Kommerskollegium och den 15 maj 1719 kanslipresident. Han motsatte sig arvprinsen Fredriks inblandning i utrikespolitiken och avskedades från båda ämbetena av drottningen den 12 december 1719. På grund av sitt goda namn fick han dock komma tillbaka som riksråd redan året därefter. Som rådets främste juridiske expert bidrog han till utformningen av adelsprivilegiernas tillämpning och krigsmaktens reorganisation.

#### 1734 års lag
Cronhielm minns främst för sitt inflytande på 1734 års lag, vilken ännu 2019 ligger till grund för rätten i Sverige och Finland. När han blev ordförande i lagkommissionen 1710 hade den redan verkat i 24 år och de flesta balkar var redan utarbetade. Under Cronhielms tid tillkom handelsbalken och de processuella reglerna, dessutom omarbetades texterna. Cronhielms stora insats var språklig-stilistisk: "Den koncisa och föredömligt knappa stil som präglar lagstadgandena är i hög grad" hans förtjänst. Han fann klara formuleringar och följde ofta de medeltida lagarnas stil.
Han formulerade de berömda raderna i  Handelsbalken 18:5:  ”Syssloman njute skälig arvodes lön, så ock vedergällning för det, som han å annans ärender rätteligen kostat haver.” Dessa ord utgör ännu själva grunden för all advokatverksamhet i Sverige och Finland.

### Familj
År 1712 upphöjdes Cronhielm till greve med namnet Cronhielm af Flosta. (Nummer 55, introducerad 1719). Med sin första hustru grevinnan Maria Wallenstedt, Lars Wallenstedts dotter, fick han sexton barn, varav elva blev vuxna. Far till Hedvig Charlotta Cronhielm af Flosta gift första gången med Friherre Axel Julius Coyet, och i sitt andra äktenskap med Friherre Axel Eric Roos, Carl Cronhielm af Flosta; Lars Cronhielm af Flosta; Magdalena Sibilla Cronhielm af Flosta, Ulrika Eleonora Cronhielm af Flosta; Gustaf Cronhielm af Flosta; Maria Christina Cronhielm af Flosta; Lt. Gen. Johan Cronhielm af Flosta, till Vi; Regina Catharina Cronhielm af Flosta; Sofia Fredrika Cronhielm af Flosta;  och Hebbla Maria Christina Cronhielm af Flosta
Hans andra hustru var friherrinnan Henrietta Beata Horn af Marienborg. De hade inga gemensamma barn. Hon hade tidigare fem barn, varav tre nådde vuxen ålder och en dotter gifte sig med sin styvbror.
Den grevliga ätten Cronhielm af Flosta dog ut år 1904 med Carl, en barnlös änkling.